# VfB Bottrop
Verein für Bewegungsspiele Bottrop 1900 e.V. é uma agremiação alemã, fundada a 29 de junho de 1900, sediada em Bottrop, na Renânia do Norte-Vestfália.

## História
O clube foi criado sob a denominação de Verein für Turn- und Volksspiele Bottrop. Em 1908, a associação criou um departamento de futebol que posteriormente adquiriu sua independência. Foi um dos primeiros fundados na Renânia do Norte-Vestfália e se juntou à Rheinisch-Westfälischen Spielverband.
Em 1922, tomou o nome de Verein für Bewegungsspiele (VfB) Bottrop. O time evoluiu por várias vezes na maior liga do Baixo Reno. Na temporada 1932-1933, terminou em sexto lugar e não chegou à Gauliga Niederrhein, uma das dezesseis máximas divisões criadas sob à égide do Terceiro Reich, que chegara ao poder em 1933.
Após a Segunda Guerra Mundial, o clube seria dissolvido pelas tropas de ocupação aliadas, como todas as associações alemãs, inclusive as esportivas, segundo o processo de desnazificação. Contudo, o VfB Bottrop foi rapidamente reconstituído.
Na temporada 1949-1950, atua na 2. Oberliga West, uma liga situada no módulo 2 da hierarquia do futebol alemão. Apesar do décimo-primeiro lugar, o time foi rebaixado, mas retornou à segunda divisão na temporada 1951-1952. Nessa ocasião, terminou vice-campeão do Grupo 1, colocação que lhe foi útil para permanecer no módulo quando a 2. Oberliga West foi transformada em uma única série na temporada seguinte.
O VfB Bottrop desempenhou papel de liderança no nível 2 por várias temporadas. Em 1955, 1956 e 1957 terminou em terceiro, justamente atrás dos dois primeiros que eram promovidos à elite da época, a Oberliga West, que durou de 1947 a 1963, e que deu lugar à Bundesliga. O clube permaneceu na alta parte da tabela, exceto nas temporadas 1961 e 1962, mas mesmo assim não alcançou jamais a Oberliga.
Ao término da temporada 1962-1963, a DFB, Federação Alemã de Futebol, instaurou a Bundesliga, a primeira liga nacional unificada da história do futebol alemão. O VfB Bottrop, por seu turno, passou a integrar a 2. Oberliga West, se mantendo nesse nível e se tornando um dos fundadores da Regionalliga West, que duraria de 1963 a 1974, como o novo módulo 2.
O time passou a alternar subidas e rebaixamentos nos campeonatos seguintes. Rebaixado, em 1964, retornou por uma temporada, em 1965. No ano seguinte, cairia novamente para voltar em 1967. Em seguida, o clube jamais voltaria a integrar o segundo estágio da pirâmide do futebol alemão.
Por quase quinze anos, alternou entre a terceira e a quarta divisão. Ao fim da temporada 1980-1981, o VfB Bottrop disputou a Oberliga Nordrhein, mas esse módulo se tornara o terceiro módulo, atrás da Bundesliga e da 2. Bundesliga. O clube desceria mais uma divisão após uma péssima temporada em que terminou na décima-sexta colocação entre dezoito equipes.
No início dos anos 1990, completamente endividado, o VfB Bottrop foi posto sob tutela do Tribunal do Comércio, o qual pôs em prática uma gestão de emergência durante seis meses. A situação melhorou e o clube evoluiu em algumas temporadas chegando à Landesliga, a divisão equivalente ao nível 5. Desde então, o clube disputa as ligas regionais inferiores do futebol alemão.